# Корбині Івани
Ко́рбині Івани́ — село у Богодухівській міській громаді Богодухівського району Харківської області України.
- Поштове відділення: Вінницько-Іванівське

## Географія
Село Корбині Івани знаходиться на обох берегах річки Івани. На річці невелика загата. Вище за течією примикає село Вінницькі Івани. Нижче за течією примикає село Розсоші Охтирського району Сумської області.

## Історія
- 1760 рік — дата заснування.

Село постраждало внаслідок геноциду українського народу, проведеного урядом СССР в 1932—1933 роках, кількість встановлених жертв — 291 людина.
12 червня 2020 року, відповідно до розпорядження Кабінету Міністрів України № 725-р «Про визначення адміністративних центрів та затвердження територій територіальних громад Харківської області», село увійшло до Богодухівської міської громади.
19 липня 2020 року, в результаті адміністративно-територіальної реформи та ліквідації Богодухівського району (1923—2020), село увійшло до складу новоутвореного Богодухівського району Харківської області.

## Релігія
- Свято-Троїцький храм.
- Церква Трійці Живоначальної.

## Відомі люди
- Немашкало Олександр Олександрович 20.12.1992 - 24.03.2023. Загинув у Бахмуті від удару російської ракети по будинку